# Йоккоз, Жан-Кристоф
Жа́н-Кристо́ф Йокко́з (фр. Jean-Christophe Yoccoz; 29 мая 1957, Париж, Франция — 3 сентября 2016, там же) — французский математик, лауреат международных премий. Знаменит работами по динамическим системам.

## Биография
Окончил лицей Людовика Великого, был серебряным призёром Международной математической олимпиады 1973 года, и золотым — олимпиады 1974 года. В 1975 году он был первым в списке сдавших экзамены в Высшую нормальную школу, а в 1977 году уже сдал экзамен на право преподавания математики в школах высшей ступени (l’agrégation de mathématiques). В 1981—1983 годах был призван на военную службу, служил в Бразилии. После демобилизации он в 1985 году под руководством Мишеля Эрмана защитил диссертацию в Политехнической школе, а затем получил преподавательскую должность в университете Париж-юг XI.

## Награды и звания
- 1984 — Бронзовая медаль Национального центра научных исследований
- 1988 — Премия Салема
- 1991 — Премия имени Иоффе Французской академии наук
- 1994 — Филдсовская премия
- 1995 — кавалер Ордена Почётного легиона (с 2011 — офицер ордена)
- 1998 — Большой крест национального ордена «За научные достижения» (Бразилия)

## Членство в академиях
- Французская академия наук (1994)
- Institut Universitaire de France